# Brent Cooper
Arthur David Brent Cooper (Otaki, 14 de septiembre de 1960) es un deportista neozelandés que compitió en judo. Ganó una medalla de oro en el Campeonato de Oceanía de Judo de 1988 en la categoría de –65 kg.

## Palmarés internacional
| Campeonato de Oceanía | Campeonato de Oceanía | Campeonato de Oceanía | Campeonato de Oceanía |
| Año                   | Lugar                 | Medalla               | Categoría             |
| --------------------- | --------------------- | --------------------- | --------------------- |
| 1988                  | Sídney (Australia)    | Medalla de oro        | –65 kg                |